# 滇缅离蕊茶
滇缅离蕊茶（学名：Camellia wardii）是山茶科山茶属的植物。分布在缅甸以及中国大陆的云南等地，生长于海拔2,150米至2,550米的地区，一般生长在山地，目前尚未由人工引种栽培。

## 异名
- Camellia muricatula H. T. Chang
- Camellia wardii Kobuski var. muricatula (H. T. Chang) Ming